# Standseilbahn Como–Brunate
| Wagen bruCO kurz unterhalb der Bergstation |                     |                                     |                                     |
| Streckenlänge: | 1,084 km            |                                     |                                     |
| Spurweite: | 1000 mm (Meterspur) |                                     |                                     |
| Maximale Neigung: | 555 ‰               |                                     |                                     |
| |                     |                                     |                                     |
| \| \| 1,084 \| Bergstation Brunate \| Bergstation Brunate \| \| \| \| Brücke über die Via Attilia Pirotta \| \| \| \| \| Bedarfshaltestelle Carescione \| \| \| \| \| Ausweiche \| \| \| \| \| Bedarfshaltestelle Como Alta \| \| \| \| 0,000 \| Talstation Como \| Talstation Como \| |                     |                                     |                                     |
| Haltepunkt / Haltestelle Streckenanfang | 1,084               | Bergstation Brunate                 | Bergstation Brunate                 |
| Brücke |                     | Brücke über die Via Attilia Pirotta | Brücke über die Via Attilia Pirotta |
| Haltepunkt / Haltestelle |                     | Bedarfshaltestelle Carescione       | Bedarfshaltestelle Carescione       |
| |                     | Ausweiche                           |                                     |
| Haltepunkt / Haltestelle |                     | Bedarfshaltestelle Como Alta        | Bedarfshaltestelle Como Alta        |
| Haltepunkt / Haltestelle Streckenende | 0,000               | Talstation Como                     | Talstation Como                     |

Die Standseilbahn Como–Brunate (italienisch Funicolare Como–Brunate) ist eine Standseilbahn in der Lombardei, die Como mit Brunate verbindet.

## Geschichte
Die Standseilbahn Como–Brunate wurde am 11. November 1894 eröffnet. Ursprünglich wurde die Seilbahn mit Dampf betrieben, 1911 wurde sie auf elektrischen Betrieb umgestellt. Bei einer Länge von 1084 Metern überwindet sie 493 Höhenmeter. Die ersten 130 m verlaufen im Tunnel.
Sie diente lange Jahre als Transportweg für die Bewohner von Brunate. Mit der aufkommenden Motorisierung der Bewohner wurde der Tourismus die Haupteinnahmequelle. Die Bahn ist eingleisig und wird mit zwei Wagen betrieben, die in der Mitte der Strecke eine Ausweiche benutzen.
Die Fahrzeit beträgt sieben Minuten. Die Abfahrten erfolgen zwischen 6 und 22:30 Uhr alle 15 oder 30 Minuten. Die Betreibergesellschaft ist A.T.M. s.p.a.
1934/35 wurde die Strecke komplett renoviert, unter anderem wurde in Brunate ein neuer Bahnhof errichtet. 1951 wurden die Fahrzeuge erneuert.

## Bilder

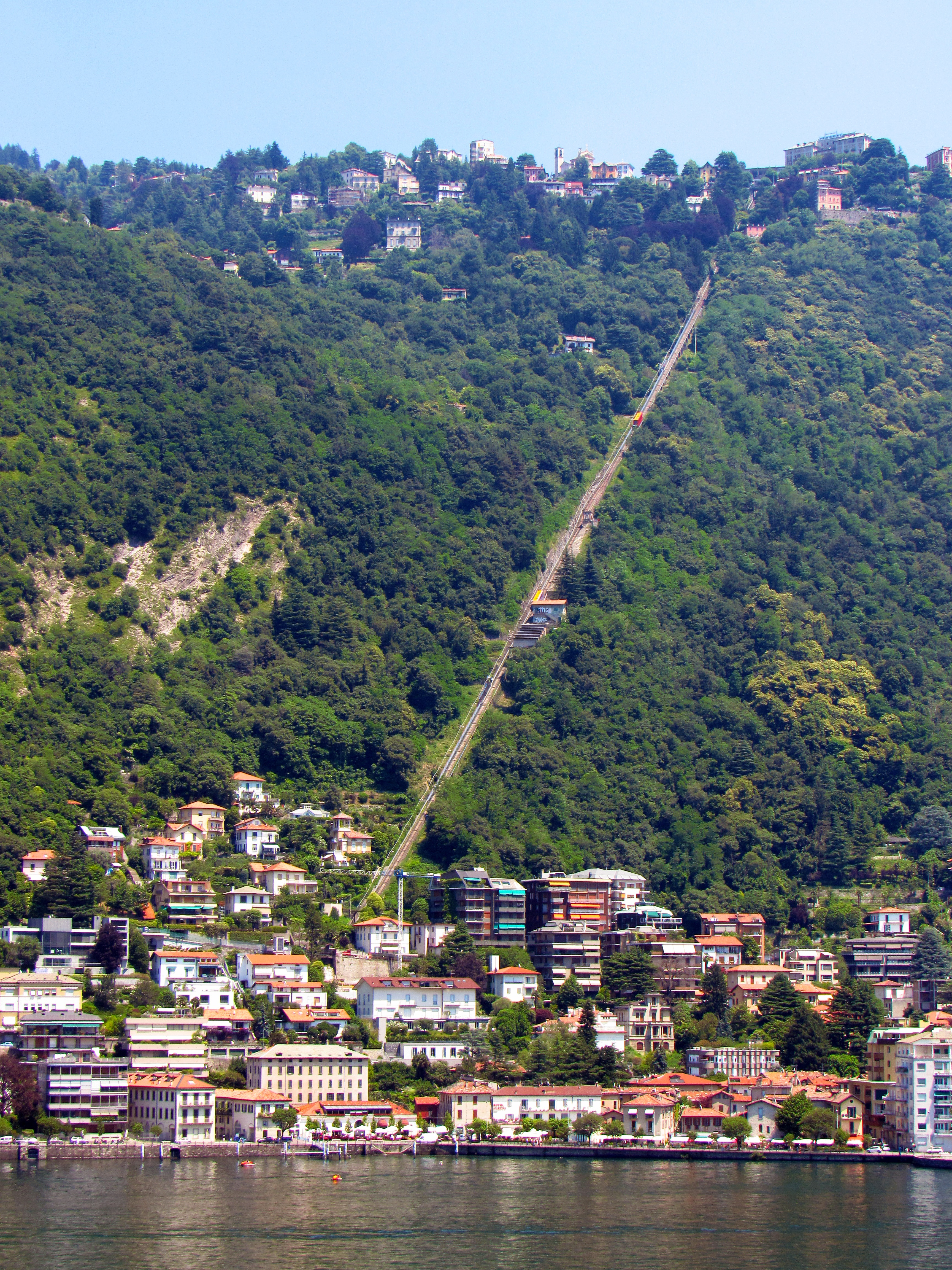
Trasse von Como nach Brunate
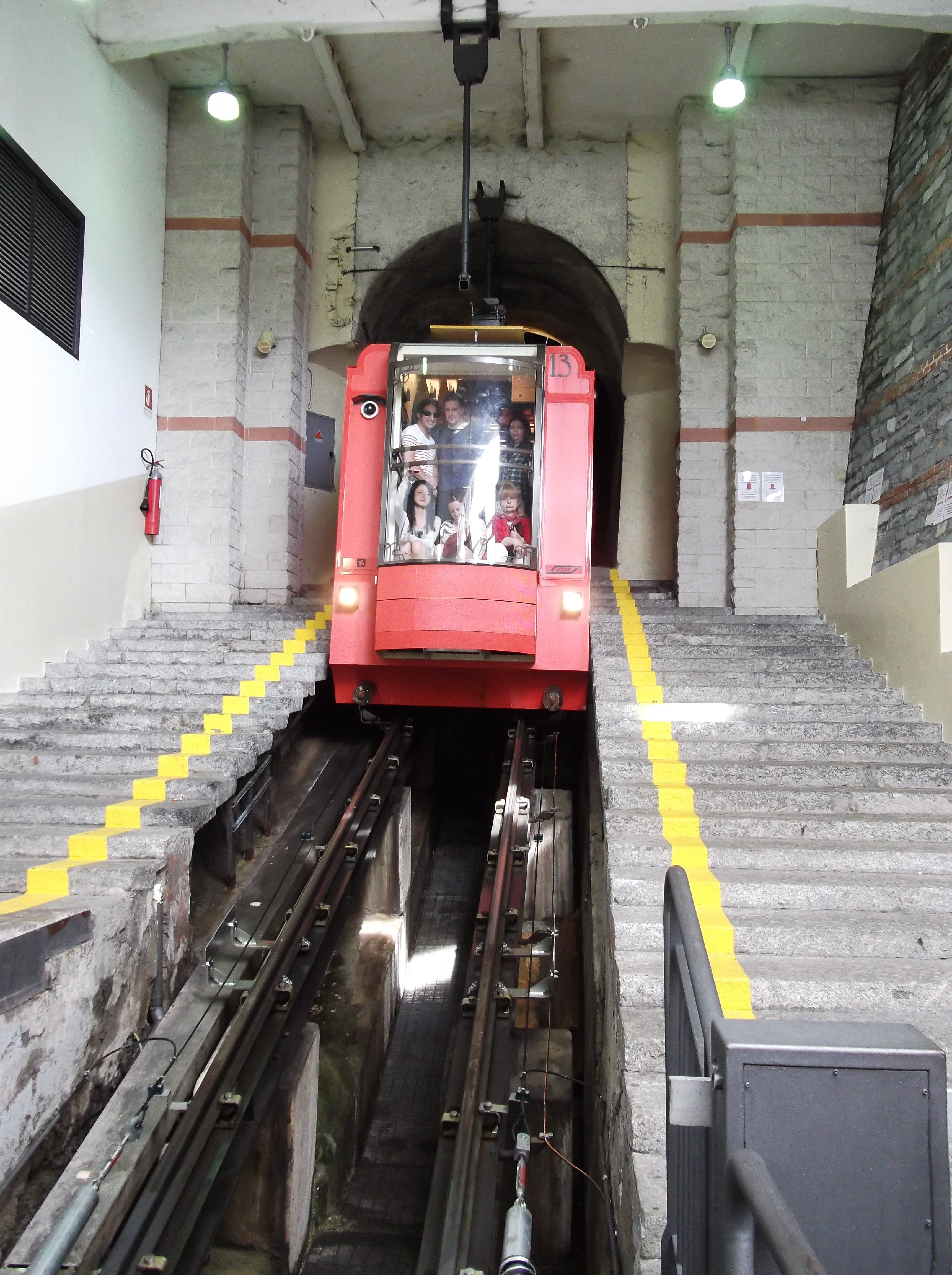
Talstation
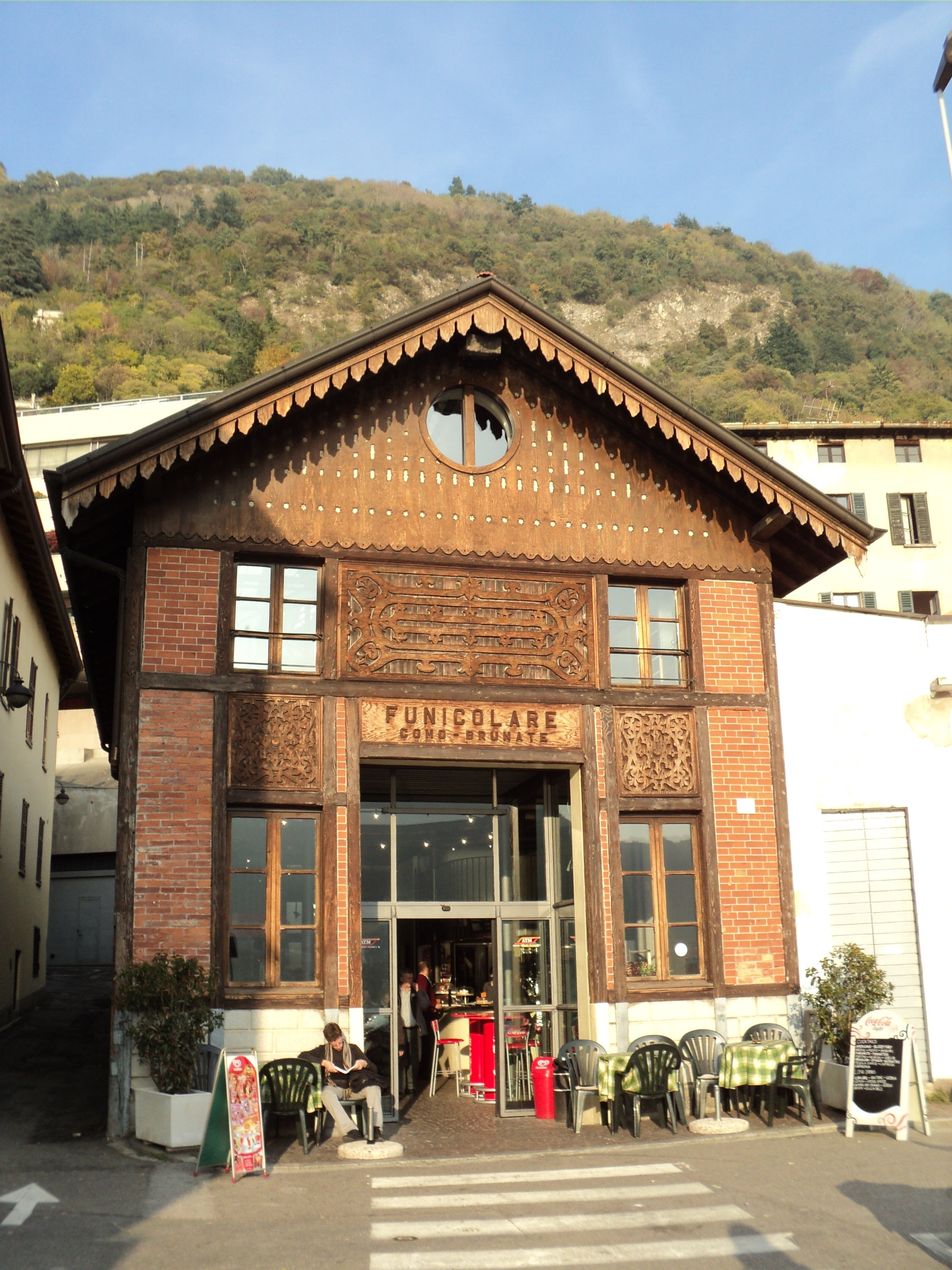
Eingang Talstation

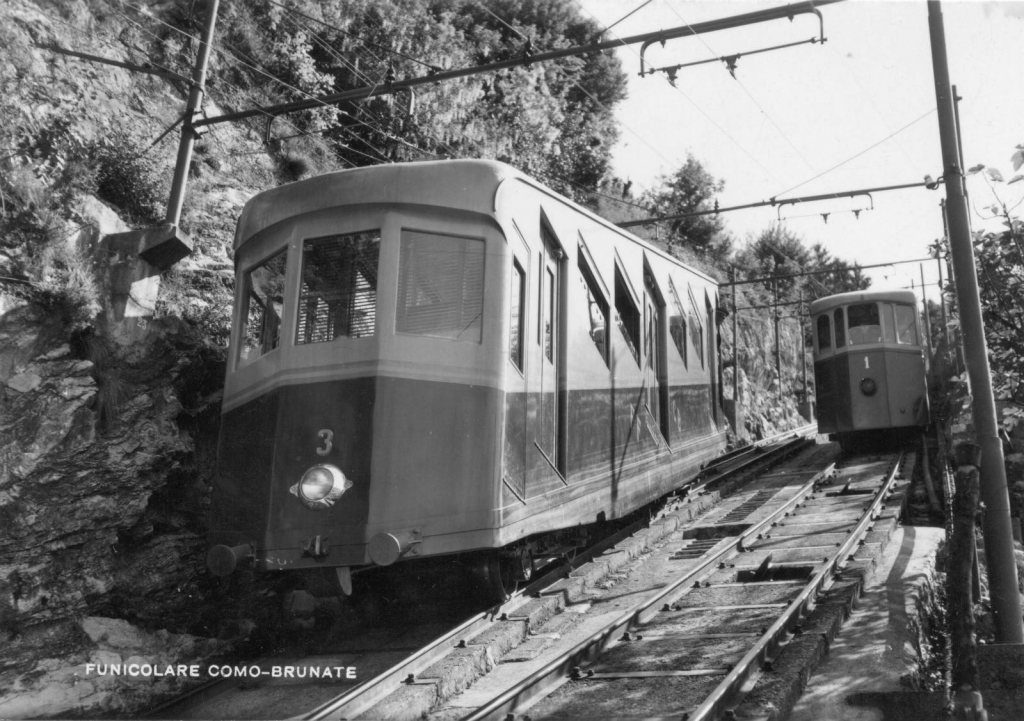
Fahrzeuge in den 1950er Jahren
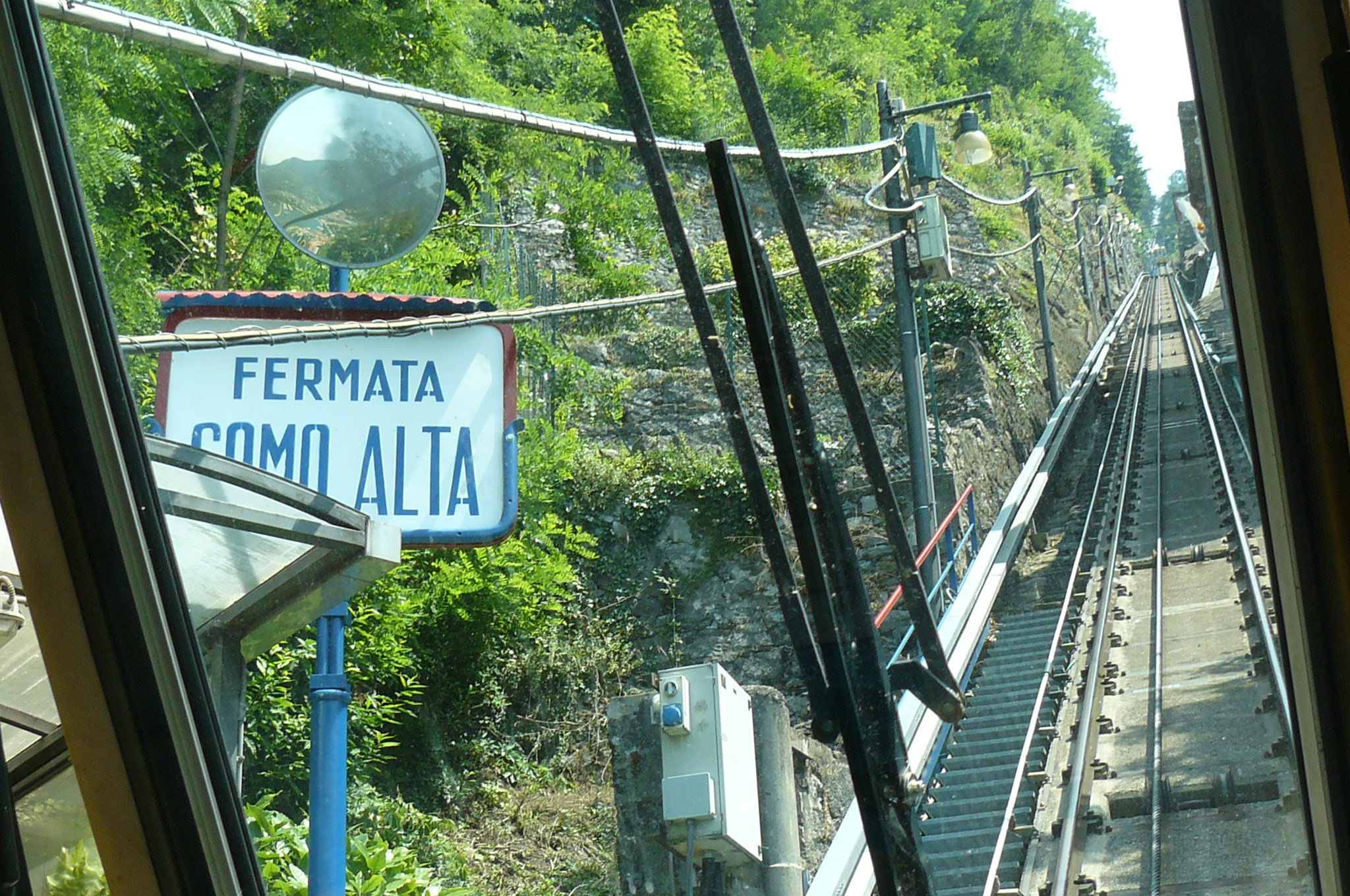
Bedarfshaltestelle Como Alta
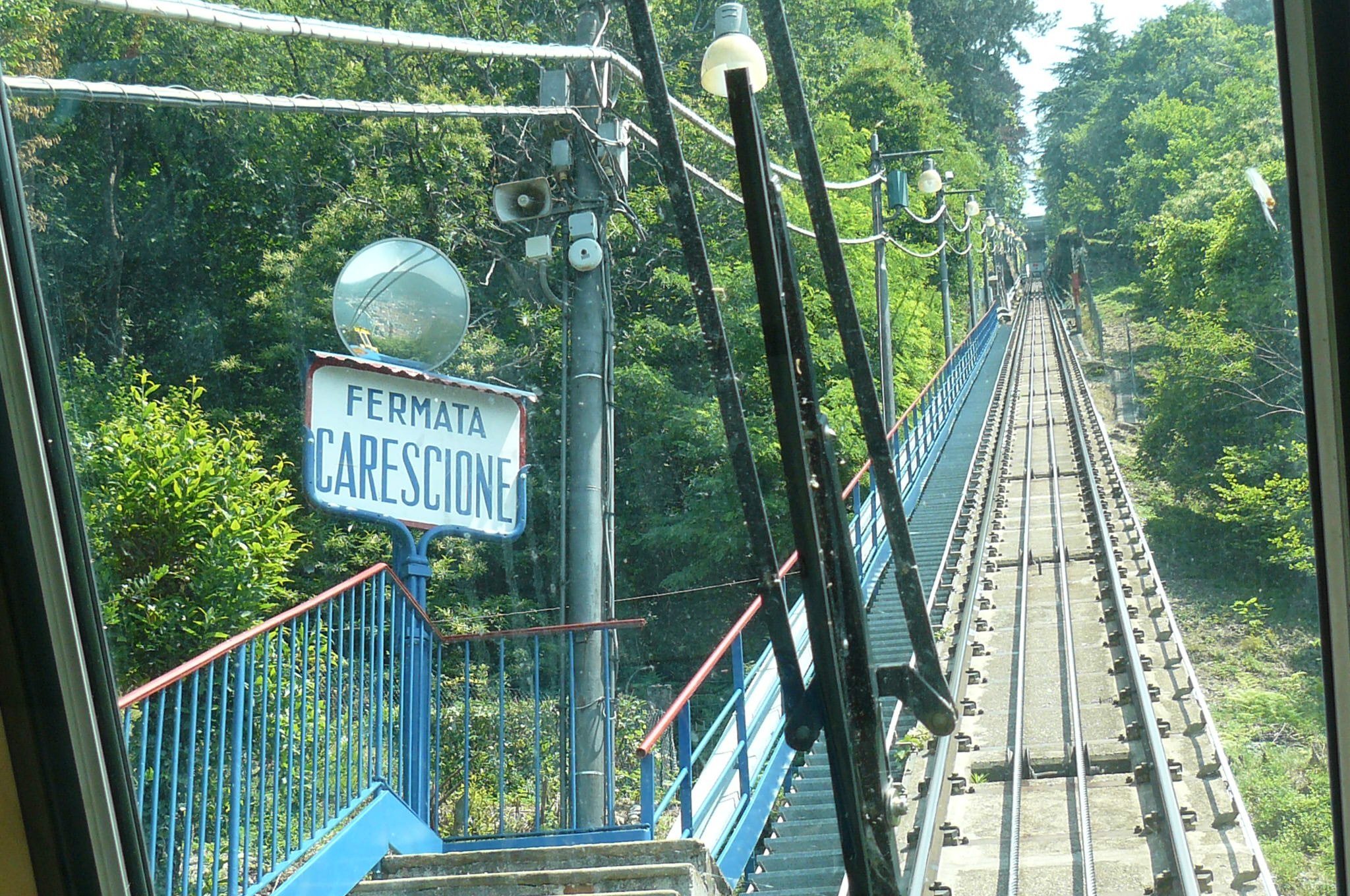
Bedarfshaltestelle Carescione